# هنک کرسن
هنک کرسن (انگلیسی: Henk Kersken; ۶ ژانویهٔ ۱۸۸۰ – ۳ دسامبر ۱۹۶۷) قایقران، و قایقران قایق بادبانی اهل پادشاهی هلند بود.